# Presidente della Repubblica Slovacca
Il Presidente della Repubblica Slovacca (in slovacco Prezident Slovenskej republiky) è il capo di Stato slovacco e comandante in capo delle forze armate. Il Presidente della Repubblica rappresenta il Paese all'estero ed è il garante del corretto funzionamento degli organi costituzionali. È eletto direttamente dal 1999; in precedenza era eletto dal Consiglio nazionale. La residenza ufficiale del Presidente della Repubblica è Palazzo Grasalkovič a Bratislava.
L'attuale Presidente della Repubblica è Peter Pellegrini (indipendente di area HLAS-SD) dal 15 giugno 2024, a seguito delle elezioni del 23 marzo e del 6 aprile 2024. È succeduto a Zuzana Čaputová (PS).

## Caratteristiche

### Requisiti
Può essere eletto Presidente della Repubblica qualsiasi cittadino slovacco che sia eleggibile al Consiglio nazionale e che abbia compiuto 40 anni il giorno delle elezioni. Il mandato presidenziale dura 5 anni e può essere rinnovato consecutivamente e solo per una sola volta. Se viene eletto Presidente della Repubblica un membro del Consiglio nazionale o del Governo, un giudice, un procuratore, un membro di corpi o forze armate o il Presidente o il Vicepresidente dell'Ufficio supremo dei conti, cessa dalle sue precedenti funzioni dal giorno della sua elezione. Il Presidente non può svolgere nessun'altra funzione, professione retribuita o attività imprenditoriale, né essere membro di una persona giuridica che svolge attività imprenditoriale.

### Elezione
I candidati alla Presidenza vengono proposti da almeno 15 membri del Consiglio nazionale o da una petizione sottoscritta da almeno 15 000 cittadini aventi diritto di voto per il Consiglio nazionale. Le elezioni presidenziali vengono indette dal Presidente del Consiglio nazionale; esse sono a scrutinio segreto e il diritto di voto spetta a tutti i cittadini che possono eleggere il Consiglio nazionale.
Può essere eletto al primo turno il candidato che ottiene la maggioranza dei voti validi degli aventi diritto (maggioranza assoluta degli elettori). Se nessuno ottiene tale maggioranza, si tiene un secondo turno elettorale entro 14 giorni, cui accedono i due candidati che abbiano ottenuto il maggior numero di voti al primo turno. In caso di rinuncia o cessazione di eleggibilità di uno dei due candidati al ballottaggio, vi accede il candidato immediatamente successivo per numero di voti. Al secondo turno viene eletto il candidato che ottinene il maggior numero di voti validi.

### Giuramento
Il Presidente della Repubblica presta giuramento dinnanzi al Consiglio nazionale e al Presidente della Corte costituzionale, pronunciando la seguente formula:
(Costituzione slovacca)
Il rifiuto del giuramento comporta l'invalidazione dell'elezione presidenziale.

### Vacanza dell'ufficio
Se non viene eletto alcun Presidente, se l'ufficio di Presidente diventa vacante prima che ne venga eletto uno nuovo o prima che il neoeletto Presidente abbia giurato, se il Presidente non è in grado di svolgere la sua funzione per motivi seri, i poteri del capo di Stato relativamente ai rapporti con l'estero (rappresentanza estera e conclusione di trattati internazionali, richiesta di un giudizio di legittimità costituzionale sui trattati internazionali, ricevimento e accreditamento dei rappresentanti diplomatici stranieri), all'indizione di referendum e al rinvio presidenziale delle leggi sono svolti dal Governo, che può però affidare al Presidente del Governo l'esecuzione di alcune prerogative presidenziali. Il comando supremo delle forze armate viene trasferito sul Presidente del Governo.
I poteri del capo dello Stato relativamente alla convocazione della prima seduta del Consiglio nazionale, alla nomina e alla revoca del Presidente del Governo, dei ministri e degli altri alti ufficiali della Repubblica, alla dichiarazione di guerra, alla mobilitazione delle Forze armate e alla nomina e alla revoca dei giudici della Corte costituzionale, del Consiglio giudiziario e della Corte suprema (nonché il loro giuramento) sono svolti dal Presidente del Consiglio nazionale.
La Corte costituzionale deve dichiarare la vacanza dell'ufficio di Presidente della Repubblica se questo non è in grado di svolgere le sue funzioni per pù di sei mesi.

### Messa in stato di accusa
Il Presidente della Repubblica può essere messo in stato di accusa tramite referendum indetto dal Presidente del Consiglio nazionale, sulla base di una delibera dell'assemblea adottata a maggioranza dei tre quinti dei membri del Consiglio. Il referendum viene indetto entro 30 giorni dall'adozione della delibera e ha luogo entro 60 giorni dalla convocazione. Il Presidente cessa dal suo ufficio se la maggioranza degli aventi diritto al voto si esprime per la destituzione. Se il Presidente della Repubblica non viene destituito dal referendum, scioglie il Consiglio nazionale entro 30 giorni dalla proclamazione dei risultati della votazione e contemporaneamente entra in carica per un nuovo mandato. Le elezioni del nuovo Consiglio saranno dunque convocate dal Presidente uscente del Consiglio nazionale.

## Poteri e prerogative
I poteri del Presidente della Repubblica possono essere suddivisi in più àmbiti:
- i poteri nei rapporti con l'estero;
- i poteri rispetto al Consiglio nazionale;
- i poteri rispetto al Governo;
- i poteri creativi;
- i poteri concernenti la difesa e la sicurezza dello Stato;
- altri poteri e prerogative.

### Poteri nei rapporti con l'estero

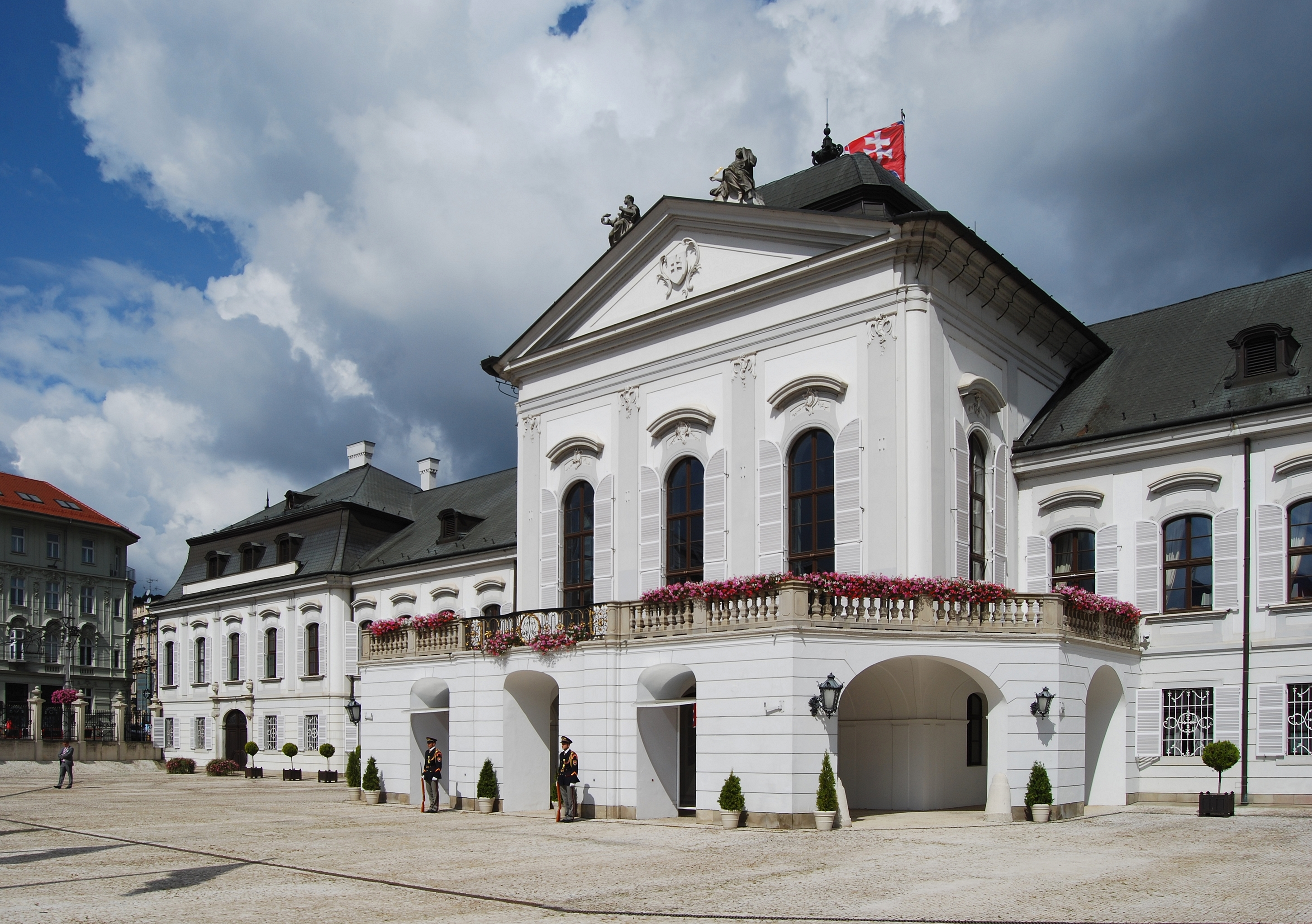
Palazzo Grasalkovič, sede della Presidenza della Repubblica

Il Presidente rappresenta la Repubblica Slovacca all'estero. Egli negozia e ratifica i trattati internazionali, ma può trasferire questa funzione al Governo o, con il suo consenso, a singoli membri del Governo. Questa pratica è molto comune. La ratifica dei trattati internazionali è comunque subordinata all'autorizzazione del Consiglio nazionale nei casi indicati dal quarto comma dell'articolo 7 della Costituzione. Il Presidente accetta, nomina e revoca gli ambasciatori. Il Presidente della Repubblica inoltre accredita i rappresentanti diplomatici di Paesi terzi in Slovacchia. Nell'invio di personale diplomatico slovacco il Presidente rilascia le credenziali per i capi di Stato stranieri.

### Poteri rispetto al Consiglio nazionale
Al Presidente della Repubblica spetta la convocazione della prima seduta del Consiglio nazionale, entro i trenta giorni successivi alle le elezioni. Il Presidente ha un limitato diritto di veto sulle leggi approvate dal Consiglio: si tratta infatti di una formula sospensiva che può essere superata tramite la riapprovazione del testo da parte dell'assemblea: il Presidente può infatti, entro 15 giorni dall'approvazione del testo, formularvi dei commenti rinviando la legge al Consiglio, ma questo può decidere di approvarla senza accettare le indicazioni presidenziali, di approvarla adeguandosi ai commenti del capo di Stato o di non approvarla affatto. Al Presidente spetta anche la firma, insieme con il Presidente del Governo e il Presidente del Consiglio nazionale, delle leggi approvate dall'assemblea. Il suo rifiuto di firmare una legge comunque non impedisce a questa di essere inserita nella raccolta delle leggi e di entrare in vigore.
Il Presidente della Repubblica presenta al Consiglio nazionale delle relazioni sullo stato della Repubblica Slovacca e su questioni politiche rilevanti. Si avvale di questa facoltà a sua discrezione e senza essere vincolato da una cadenza. 
Il Presidente della Repubblica ha anche il potere di sciogliere il Consiglio nazionale, ma solo nei seguenti casi:
- se il Consiglio non approva il programma politico di un Governo entro sei mesi dalla sua formazione;
- se il Consiglio nazionale non approva entro tre mesi un progetto di legge del Governo su cui questo abbia posto la questione di fiducia;
- se il Consiglio nazionale è stato incapace di assumere decisioni per più di tre mesi, nonostante la sessione non sia stata interrotta e durante tale periodo sia stato ripetutamente convocato per altre sessioni;
- se la sessione del Consiglio nazionale è stata interrotta per un periodo superiore a quello consentito dalla Costituzione.

Il Presidente della Repubblica non può esercitare questo diritto durante gli ultimi sei mesi del suo mandato e durante la vigenza dello stato di guerra o della legge marziale. Il Presidente scioglie inoltre il Consiglio nazionale se nel referendum, promosso dal Consiglio, sulla rimozione del Presidente della Repubblica in carica, il Presidente non viene rimosso.

### Poteri rispetto al Governo
Il Presidente della Repubblica ha potere di nomina e di revoca del Presidente del Governo, che di solito è il leader del partito politico vincitore delle elezioni o di quello col maggior numero di seggi vinti al Consiglio nazionale. Su proposta del premier il Presidente della Repubblica nomina e revoca i ministri. Il Presidente della Repubblica può revocare il Governo se il Consiglio nazionale approva una mozione di sfiducia nei suoi confronti o se respinge la richiesta di rinnovo della fiducia. Nel caso di revoca di un Governo sfiduciato, il Presidente della Repubblica consente comunque a esso di rimanere in carica per svolgere mansioni che ricadono tendenzialmente nell'ordinaria amministrazione. Il capo di Stato può anche revocare un singolo ministro se questo viene sfiduciato individualmente dal Consiglio nazionale o se è il Presidente del Governo a richiederlo; in questo caso spetta al Presidente della Repubblica designare il ministro che dovrà temporaneamente sostituire il membro del Governo revocato. Il Presidente della Repubblica ha inoltre il diritto di esigere dal Governo e dai suoi membri informazioni e relazioni necessarie per l'adempimento dei suoi compiti.

### Poteri creativi
Di norma il Presidente dell Repubblica esercita i poteri creativi su proposta del Consiglio nazionale, del Governo o di un altro organo. Il Presidente:
- nomina e revoca i capi degli organi centrali, gli alti funzionari statali e gli altri funzionari stabiliti dalla legge;
- nomina e revoca i rettori universitari;
- nomina i professori universitari;
- nomina e promuove i generali delle Forze armate;
- nomina e revoca i giudici, il Presidente e i Vicepresidenti della Corte costituzionale, e fa prestare loro giuramento;
- nomina e revoca i giudici, il Presidente e il Vicepresidente della Corte suprema;
- nomina e revoca il Procuratore generale e, a sua totale discrezione, tre membri del Consiglio giudiziario;
- fa prestare giuramento ai giudici.

La nomina e la revoca del Procuratore generale avviene su proposta del Consiglio nazionale; quella dei giudici su proposta del Consiglio giudiziario.

### Poteri concernenti la difesa e la sicurezza dello Stato
Il Presidente della Repubblica è il comandante in capo delle Forze armate. Egli ha il potere:
- di impartire ordini ai subordinati;
- di decidere sulle richieste dei cittadini slovacchi di prestare servizio militare in un esercito straniero;
- di rilasciare permessi agli stranieri per il servizio militare volontario nelle Forze armate slovacche;
- di decidere su altre questioni relative al servizio nelle Forze armate.

Il Presidente della Repubblica dichiara guerra sulla base della deliberazione del Consiglio nazionale, se la Repubblica Slovacca viene attaccata o se ciò deriva da obblighi derivanti da trattati internazionali sulla difesa comune (come la NATO e l'Unione europea). Il Presidente della Repubblica ha inoltre l’autorità di concludere trattati di pace. Su proposta del Governo, il Presidente della Repubblica può ordinare la mobilitazione delle forze armate.

### Altri poteri e prerogative
Il Presidente ha il diritto di concedere la grazia e l'amnistia; indice i referendum su richiesta di 350 000 cittadini o su richiesta del Consiglio nazionale. Il Presidente della Repubblica ha inoltre il diritto di richeidere un controllo di legittimità alla Corte costituzionale riguardo la conformità di un trattato internazionale rispetto alla Costituzione o a una legge costituzionale.